# ラムレザル＝ヴァレンタイン
ラムレザル＝ヴァレンタイン（RAMLETHAL=VALENTINE）は、2D対戦型格闘ゲーム『GUILTY GEARシリーズ』に登場する架空の人物。声優は潘めぐみ（『GUILTY GEAR Xrd -SIGN-』）、ルシフェロは関智一。本シリーズの最終ボスの一人。

## 概要
- バックヤードで生まれたヴァレンタインシリーズの一人。『GG2』に登場したルシフェロを使い魔として従えており、浅黒い肌のほか、角のような大型の帽子と身体を覆うマントの裏にて露出の高いコスチュームを着用している。
- 壊滅した日本跡地に出現し、全世界に対して人類絶滅の実行を宣言。人類を「出来損ないの人形」と見下していた。
- 言動は機械的で目的以外の価値基準が無く、その為、自身が捨て駒とわかっていても実行してしまう。また、「お母さん」と呼ばれる存在の命令は絶対であり、どんな命令でも機械的に従う。
- 『Xrd』では感情を持っていない。ただし、ソル=バッドガイを道連れに自爆を企てるも、寸でのところで妹のエルフェルト＝ヴァレンタインにより自爆を阻止されたことでソル達に捕虜として拘束され、その道中にてシン=キスクの計らいにより心情の変化から感情が生まれた。この時より人類を絶滅させることをやめたほか、『XrdR』では対戦後の勝利演出や台詞が変更されている。
- 公式では大切なものは無いとされるが、『XrdR』のジョニーの使用する「トレジャーハント」を受けるとハンバーガーが出たり、ストーリー中に食事を必要としないとしながらも、ダニーミサイルズのハンバーガーだと聞かされて食べに行く等、変化がわかる。
- アーケードモードの中間デモの元老達の台詞や、戦闘中の挑発・敬意時に喋りだす使い魔の台詞、さらにゼネラルディレクター・石渡太輔の口から「2の個体とは、同一人物ではない」[1]と語られたことから、複数いる「ヴァレンタイン」の内の1体であり、『GG2』に登場した者とは別個体である。

## ストーリー
GUILTY GEAR Xrd -SIGN-（ストーリーモード）
一連の騒動の後、ソル達に捕縛される。その後、妹であるエルフェルトや、クォーターギアであるシンとの関わりの中で少しずつ変化が訪れる。
『XrdR』ではレオ=ホワイトファング指揮のもと、ゆりかご事件の現場へシンと共に向かうが、"慈悲なき啓示"の罠に嵌り、巨大ギアの爆発に巻き込まれてしまう。

## ゲーム中での性能
- 大剣の有無で一部の通常技や覚醒必殺技が変化する、2つの異なる性能を扱うことができるテクニカルキャラクターである。その為に既存のキャラクターとは全く異なる独特な性能であり、専用のコンビネーション攻撃、ジャスト入力で性能が変化する必殺技など、独自の要素を数多く持つ

- S、HSボタンの大剣を使った攻撃は威力が高く、リーチが長いことに加えて、設置型飛び道具としても使える 相手をサーチすることが出来るが、発生は遅めな為、使い熟すには工夫が求められる 大剣設置中はS、HS技のリーチが大幅に短くなり、攻撃力が下がる代わりに、設置中の剣との同時攻撃が可能になる

- 必殺技は全てPとKにのみ対応されており、ボタンごとに性能が分かれている技はない。各技のコマンドは簡単であるが、一つ一つの必殺技がかなり独特な性能であるなど、全体的に癖が強いものの、使い熟せば非常に高い性能を発揮出来る

- 防御力・根性値が共にやや低く、覚醒必殺技以外の無敵技を持っていない為に打たれ弱いことが欠点となっている。また、テンションゲージの溜め方も他のキャラクターと若干異なり、大剣を使う技は大幅にゲージが溜まる反面、大剣を使わない通常技や必殺技はヒットしても全くゲージが溜まらない[2]為、プレイ中はゲージの変動に注意が必要となってくる。特に守りでは他のキャラクター以上にゲージ管理が重要になる

- 『イグザード サイン』でボスキャラクターとして登場する場合は、各技の性能がプレイヤー使用時よりも大きく強化される（詳細は後述） アルゴリズムのレベルも高めだが、行動と技の性能を理解していれば、攻略は比較的容易である

### ボス仕様
『XrdS』における他の最終ボスであるザトー、イノよりもボス補正が多く設定されている。
細かい詳細は各技の項目に記述
- 攻撃力が増加
- 防御力が増加
- テンションゲージが自動で増加
- ダウロの高速移動タイプのステップ追加
- 各種コンビネーションを途中で必殺技、覚醒必殺技でキャンセルが可能
- 大剣射出時、ニュートラルS、HSが強化。S版は横に移動しながら大剣を振るい、HS版は3回相手をサーチして斬りつける 攻撃判定はそれぞれ3回ずつ出現する また、一度攻撃判定が出ると中断されない
- フラマカーゴが移動投げに変更
- シルドデトルオが出だしの突進部分にも攻撃判定が追加
- カシウスの軌道がプレイヤー版と同じものに加えて、画面中央で上昇するタイプが追加
- 大剣の有無に関わらずカルヴァドス、トランシが使用可能
- カルヴァドスの発生が遅くなった代わりに、攻撃力、ヒット数が大幅に強化 また、発動中はのけ反らず動作終了まで完全無敵判定
- トランシがステージの端に到達後、反対側のステージ端へ攻撃判定を保ったまま移動する
- エクスプロードの攻撃力がプレイヤー版の2倍

## 技の解説

### 必殺技
ダウロ
一歩前へ瞬間移動してアッパーを繰り出す。優秀な攻撃判定を持ち、ヒット後は相手を浮かすため追撃が可能。またほぼ同時に特定のコマンドを入力すると隙が小さくなるほかダメージも若干アップする。
フラマカーゴ
相手を衝撃波で絡め取り、爆発させる打撃投げ。威力や発生はコマンド投げの中では劣るが、ヒット時は相手を大きく浮かせるため追撃が可能。
シルドデトルオ
小ジャンプして着地と同時に両手の爪で引っ掻く。発生は遅いが地上版では攻撃発生前の硬直は下段攻撃無効の効果が付くほか、ガードされてもラムレザル側がわずかに有利。なお実際に攻撃判定が付くのは引っ掻きモーションの部分であり、相手に読まれるとジャンプ中に相手からの反撃を受ける危険性があるため、単発でも使用よりも奇襲やジャンプのタイミングをずらす手段に利用することが推奨される。
カシウス
光弾を斜め上へ放り投げる。発生は遅めだがガードされても硬直が短い。
マルテッリ（『XrdR2』より追加）
S大剣装備中のみ使用可能で、大剣の柄を突きだす。フォルペッリへの派生可。
フォルペッリ（『XrdR2』より追加）
HS大剣装備中のみ使用可能で、大剣で前方を薙ぐ。マルテッリからの派生可。空中版は着地の硬直が短縮される。

### 特殊技
大剣射出
大剣回収
各種コンビネーション攻撃

### 覚醒必殺技
カルヴァドス
2本の大剣を装備中のみ使用可能の技で、前方に極太のレーザーを発射する。発生はやや遅めである反面ヒット数が最大30ヒットと多く、プレイヤーキャラクターの覚醒必殺技では最高クラスの威力とケズリ性能を誇る。中距離で発動させれば相手からの攻撃を受けにくい。
ジャック＝オーにも同名の覚醒必殺技があるが性能自体は全く別。
トランシ
2本の大剣を射出している時のみ使用可能。合体した大剣をルシフェロが柄を加えたまま前方に飛ぶ。画面端まで到達するまで時間がかかる反面、攻撃判定や威力優れるほか技発生中でもラムレザル本体も行動できるため、そこから大剣攻撃とラムレザル本体の攻撃で相手を揺さぶることが可能。
エクスプロード
高速で突進し、ヒット後に高速で相手の周囲を乱打し、その後爆発させる。出始めに無敵効果があり、発生や速度も優秀であり割り込みにも使える。ただし突進中は無敵効果が消失するほか外すと硬直が大きい。

### 一撃必殺技
アニモエスティンギ
発動すると相手に向かって突進し、当たると演出に移行する。空中で相手を滅多斬りにし赤い刃が長く形成された大剣で斬って終る。

## サーヴァント
ルシフェロ（ヴェルファ・ウェヌス）
黒い方が「ヴェルファ」で白い方が「ウェヌス」というラムレザル専用の2匹いるサーヴァントで、合体して「ルシフェロ」になる。通常はラムレザルの両肩の部分にある一対の大剣を咥えて飛んでいる。
感情を持っているらしく、ストーリーモードではラムレザルに対して喋るシーンがある。
『SIGN』では勝利時に敗北した相手を捕食していたが、『XrdR』では捕食する部分が無くなっている。

## ステージ
- Japan（『Xrd』）

## テーマミュージック
- Diva of Despair（『Xrd』）
- Necessary Discrepancy　(『GGST』)